# Lepidophyma inagoi
Lepidophyma inagoi (тропічна нічна ящірка Гонсалеса) — вид сцинкоподібних ящірок родини нічних ящірок (Xantusiidae). Ендемік Мексики. 

## Поширення і екологія
Тропічні нічні ящірки Гонсалеса відомі з кількох місцевостей, що лежать у штаті Герреро на південному заході Мексики. Вони живуть у тропічних листяних лісах, серед гранітних валунів і скель та в печерах.